# Álvaro Peña
Álvaro Guillermo Peña (Santa Cruz de la Sierra, 11 febbraio 1965) è un allenatore di calcio ed ex calciatore boliviano.
Ha fatto parte della nazionale di calcio boliviana per nove anni.

## Carriera

### Club
Debutta nel 1982 nel Real Santa Cruz; nel 1987 passa al Blooming, dove gioca fino al 1989; nel 1990 viene ceduto al Club San José. Nel 1992 si trasferisce in Cile, al Deportes Temuco, e nel 1995 in Colombia, al Cortuluá. Al termine della stagione torna in Bolivia, non trasferendosi più all'estero fino alla fine della sua carriera, avvenuta nel 2003 con la maglia dell'Iberoamericana. Dopo essersi ritirato, ha iniziato ad allenare in diversi club della Bolivia, con una parentesi come vice allenatore del Futbol'nyj Klub Dynamo-2 Kyïv. 

### Nazionale
Ha giocato per la nazionale di calcio della Bolivia dal 1987 al 1996, giocando 43 partite e segnando 4 reti.